# بولتن ویزا
ویزا بولتن(به انگلیسی: Visa Bulletin) یا بولتن ویزا وب‌گاهی است مربوط به وزارت امور خارجه ایالات متحده امریکا و مرکز صدور ویزا (به انگلیسی: National Visa Center) که وضعیت گروه‌های مختلف مهاجرتی اعم از ویزاهای مهاجرتی خانوادگی، ویزای کار و ویزای گوناگونی یا گرین کارت لاتاری را مشخص می‌کند، در این سایت جداولی وجود دارد که هر ماه به روز شده و زمان دریافت ویزا و کارت سبز ایالات متحده آمریکا برای هر زیرگروه خود مشخص می کنند.